# Ann Donnelly
Pour les articles homonymes, voir Donnelly.
Ann Marie Donnelly, née en 1959 à Royal Oak (Michigan), est une juge et avocate américaine. En 2015, elle est nommée juge fédérale des États-Unis pour la cour du district est de l'État de New York par Barack Obama.

## Biographie

### Naissance et études
Ann Donnelly est diplômée d'un baccalauréat ès Arts en 1981 à l'université du Michigan et d'un doctorat en droit en 1984 à l'université d'État de l'Ohio.

### Carrière
De 1984 à 2009, elle est procureure du New York County District Attorney's Office. Assistante dans un premier temps, elle occupe en 1997 et 2005 le poste d'avocate de première instance, et de 2005 à 2009, elle est chef du bureau de la violence dans la famille et de l'enfance maltraitée.
En tant que procureure de district adjointe, Ann Donnelly a notamment poursuivi l'ancien PDG de Tyco International, L. Dennis Kozlowski, pour fraude en valeurs mobilières et vol qualifié, entre autres. Donnelly a également fait partie de l'équipe des poursuites dans le procès du criminel Sante Kimes.

### Juge de l'État
De 2009 à 2015, elle sert en tant que juge de la cour fédérale des plaintes de New York. Parallèlement, elle a siégé à divers postes de la Cour suprême de New York dans les comtés du Bronx, de Brooklyn, et de Manhattan, et effectué un mandat spécial concernant les questions électorales.
En tant que juge du tribunal de l'État, Ann Donnelly a présidé le procès d'Adam Tang, un day trader reconnu coupable de mise en danger de la vie d'autrui et conduite dangereuse lors de courses de rue illégales autour de Manhattan. Donnelly a émis un mandat d'arrêt contre lui et l'a condamné par contumace à un an de prison,.

### Juge fédérale
Le 20 novembre 2014, Barack Obama nomme Ann Donnelly juge fédérale des États-Unis auprès de la United States District Court de l'Eastern District of New York (EDNY), en remplacement de la juge Sandra L. Townes (en), qui accède au statut de  senior (en) le 1er mai 2015, sur la recommandation officielle du sénateur de New York Chuck Schumer.
Le 16 décembre 2014, sa candidature est renvoyée au président en raison de l'ajournement du 113e Congrès. Le 7 janvier 2015, le président Obama la nomme à nouveau au même poste. Elle passe une audition devant le comité judiciaire du Sénat des États-Unis le 6 mai 2015. Le 4 juin 2015, la décision pour sa nomination est renvoyée hors de la commission au Sénat par un vote de vive voix. Le 20 octobre 2015, le Sénat confirme la recommandation du sénateur Schumer par un vote à 95 contre 2 en faveur de Donnelly. Elle reçoit sa commission judiciaire le 21 octobre 2015 et entre en fonction immédiatement. Une cérémonie d'investiture a lieu le 22 janvier 2016.
Le 28 janvier 2017, Ann Donnelly ordonne en référé la suspension d'une partie des décrets émis par le président Donald Trump. Les décrets concernés enjoignaient au gouvernement fédéral d'interdire aux ressortissants de certains pays l'accès aux États-Unis, même arrivés sur son sol avec un visa en cours de validité ou un statut de réfugié,. Donnelly déclare dans son ordonnance, qui doit s'appliquer jusqu'au 21 février 2017, que les détenteurs de visas en règle, d'une carte de résident permanent aux États-Unis, d'un statut de réfugié et les citoyens naturalisés ne peuvent être détenus en vertu du décret ni envoyés dans un pays tiers sans leur consentement. Plusieurs minutes après, Leonie Brinkema, juge fédérale du district est de Virginie, publie à son tour une ordonnance de suspension du décret de l'administration Trump en ce qu'il empêche le retour via l'aéroport international de Washington-Dulles de personnes étrangères résidant de façon permanente et légale aux États-Unis.
Le lendemain, Allison Burroughs, juge fédérale siégeant dans le Massachusetts, rend une ordonnance similaire à celle de Donnelly, suspendant toute action policière ordonnée par le gouvernement fédéral résultant de l'ordre exécutif du président Trump sur le renvoi de personnes séjournant légalement aux États-Unis, sur le territoire de son district.